# Real (manga)
Real (リアル?, Riaru) è un manga scritto e disegnato da Takehiko Inoue, che tratta della vita di alcuni ragazzi legati in un modo o nell'altro al mondo dei disabili e in particolare del basket in carrozzina. È stato pubblicato sulla rivista Weekly Young Jump a partire dal 1999 e i capitoli sono stati raccolti in volumi tankōbon editi da Shūeisha, il primo dei quali è stato pubblicato il 19 marzo 2001. I primi quattordici volumi hanno venduto più di 16 milioni di copie nel solo Giappone.

## Trama
Tomomi Nomiya è uno studente liceale con problemi comportamentali che abbandona la scuola dopo un incidente in motocicletta, a causa del quale Natsumi Yamashita, una ragazza che aveva appena conosciuto e che sedeva sul sedile posteriore, rimane paralizzata. Tomomi trascorre le proprie giornate cercando di superare il rimorso nei confronti di Yasumi e tentando di raggiungere degli obiettivi che lo riscattino dal punto di vista sociale, come trovare un lavoro o conseguire la patente di guida.
Oltre al rapporto con Yasumi, nell'evoluzione del personaggio di Nomiya risulta fondamentale anche l'influenza di altre due figure centrali dell'opera che, in modi diversi, si trovano ad affrontare la disabilità: Kiyoharu Togawa, un atleta che ha dovuto farsi amputare una gamba colpita da osteosarcoma, e Hisanobu Takahashi, un compagno di classe di Tomomi dal fare annoiato e svogliato, in grado di vivere senza problemi l'ambiente scolastico, il quale perde l'uso delle gambe finendo sotto un camion, durante la fuga da uno sconosciuto, al quale aveva appena rubato per gioco la bicicletta.

## Personaggi

### Personaggi principali
Kiyoharu Togawa (戸川 清春?, Togawa Kiyoharu)
Dopo aver perso prematuramente la madre, ha passato gran parte del tempo libero della propria infanzia e dell'adolescenza assieme al padre, che ha cercato di riflettere sul figlio il proprio sogno irrealizzato di diventare pianista. Nel corso dell'ultimo anno delle medie entra nel club di atletica per seguire la propria passione per la corsa, ma è costretto a interrompere definitivamente tale attività prima della finale nazionale, a causa di un osteosarcoma la cui rimozione comporterà l'amputazione di una gamba. Entra quindi in un lungo stato di depressione dal quale esce solo quando conosce i Tigers, una squadra di basket in carrozzina che gli fa rinascere la passione agonistica persa dopo l'operazione.
Tomomi Nomiya (野宮 朋美?, Nomiya Tomomi)
Dotato di una sensibilità particolare tiene in grande considerazione l'anticonformismo e il valore dell'amicizia. Cerca di impegnarsi sempre, al massimo delle proprie capacità, in tutto ciò che gli si prospetta innanzi. È appassionato di basket, sport che ha praticato con discreti risultati in ambito scolastico, all'interno del club del quale Hisanobu Takahashi era capitano.
Hisanobu Takahashi (高橋 久信?, Takahashi Hisanobu)
Vive con la madre separata e non vede il padre da tempo. Studente modello, di bell'aspetto, affronta la vita scolastica senza apparenti difficoltà. Questa particolare predisposizione e la separazione dal padre lo hanno portato ad essere meno coinvolto nelle cose e ad affrontarle con il minimo impegno. Ha cominciato da piccolo a giocare a basket quando ancora i suoi erano sposati e al liceo è il capitano della squadra scolastica nella quale gioca anche Tomomi. Tende a dividere le persone in categorie generalizzate basate sull'aspetto e le capacità. Quelli come lui sono nelle categoria più alta, mentre quelli come Tomomi in quella più bassa. Dopo l'incidente si troverà a mettere in discussione questa abitudine.

### Tigers
- Nagano Mitsuru
- Hitoshi Yamauchi
- Yonezawa Kazuyoshi
- Kaneko Kenichi
- Kakiuchi Daijiro
- Meguro Tomoaki

### Altri personaggi
- Asaka Azumi
- Il padre di Togawa

## Volumi
| Nº | Data di prima pubblicazione | Data di prima pubblicazione | Data di prima pubblicazione |
| Nº | Giapponese                  | Giapponese                  | Italiano                    |
| -- | --------------------------- | --------------------------- | --------------------------- |
| 1  | 19 marzo 2001               | ISBN 4-08-876143-X          | 2 settembre 2004            |
| 2  | 19 settembre 2002           | ISBN 4-08-876340-8          | 7 ottobre 2004              |
| 3  | 17 ottobre 2003             | ISBN 4-08-876511-7          | 4 novembre 2004             |
| 4  | 19 novembre 2004            | ISBN 4-08-876695-4          | 10 marzo 2005               |
| 5  | 18 novembre 2005            | ISBN 4-08-876882-5          | 6 aprile 2006               |
| 6  | 17 novembre 2006            | ISBN 4-08-877173-7          | 2 agosto 2007               |
| 7  | 29 novembre 2007            | ISBN 978-4-08-877352-0      | 21 agosto 2008              |
| 8  | 29 ottobre 2008             | ISBN 978-4-08-877539-5      | 6 settembre 2009            |
| 9  | 26 novembre 2009            | ISBN 978-4-08-877762-7      | 25 luglio 2010              |
| 10 | 26 novembre 2010            | ISBN 978-4-08-879060-2      | 17 dicembre 2011            |
| 11 | 11 novembre 2011            | ISBN 978-4-08-879232-3      | 31 maggio 2012              |
| 12 | 22 novembre 2012            | ISBN 978-4-08-879456-3      | 8 giugno 2013               |
| 13 | 22 novembre 2013            | ISBN 978-4-08-879716-8      | 7 giugno 2014               |
| 14 | 19 dicembre 2014            | ISBN 978-4-08-890077-3      | 20 giugno 2015              |
| 15 | 19 novembre 2020            | ISBN 978-4-08-891618-7      | 24 giugno 2021              |

## Accoglienza
A novembre 2013, Real aveva raggiunto i 14 milioni di copie in circolazione. A novembre 2020, il manga ha superato 16 milioni di copie.
Una recensione di The Comics Reporter ha osservato che "tutte le abilità che Inoue ha mostrato in Slam Dunk si sono evolute per il meglio in Real", concludendo che "il contenuto emotivo è presentato con un equilibrio e una certezza davvero a dir poco mozzafiato". La serie è stata elogiata per il suo "realismo" e per il modo in cui "si stacca dalle rappresentazioni convenzionali dei disabili come persone innocenti che sono deboli in ogni modo". Anche Kazuyuki Kyoya, un giocatore di basket in carrozzina, ha espresso la sua approvazione per la serie: "Il manga richiede la comprensione delle persone non solo nel basket in carrozzina ma anche con varie altre disabilità. Sono impressionato dal fatto che le scene in cui Takahashi si sottopone alla riabilitazione siano espresse in modo elaborato".
La serie ha ricevuto un Excellence Award per i manga al 5° Japan Media Arts Festival nel 2001. Citando il motivo del premio: "Takehiko Inoue è famoso per Slam Dunk, un fumetto seriale sul tema del basket. "Real" è un altro fumetto sportivo, la cui storia ruota attorno al tema del romanzo dei ragazzi maturi e del basket in carrozzina. Tutti i membri della commissione giudicatrice non vedevano l'ora di leggere i prossimi capitoli e si sono dovuti accontentare di assegnare a Real l'Excellence Award. Non sarebbe stata una sorpresa se Inoue avesse seguito il suo successo con Vagabond vincendo il Gran Premio per il secondo anno di fila con questo fantastico manga". Deb Aoki di About.com elenca Real come il miglior nuovo manga del 2008.